# Fortaleza de Santa Teresa
La fortaleza de Santa Teresa es una antigua fortificación de Uruguay ubicada en el departamento de Rocha, a 305 kilómetros de Montevideo y a 36 kilómetros de la localidad internacional de Chuy, en la frontera con Brasil. Apenas dos kilómetros la separan del Océano Atlántico. La Ruta 9, el antiguo Camino de la Angostura, transcurre a escasos metros de la fortaleza, separándola de la Laguna Negra, que dista 2 km al oeste. La fortaleza forma parte del parque nacional de Santa Teresa, creado para protegerla. Era parte de la antigua línea castillos —Tratado de Madrid (1750)— y tenía la función de proteger el desfiladero de Angostura, vecino al monte de Castillos Grande, cerca de veinte kilómetros al sur de la Laguna Merín.

## Topografía de la zona
La región se caracteriza por las vastas extensiones de dunas sobre la costa, así como por una sucesión de humedales ubicados al oeste y norte. Esporádicamente estos esteros se interrumpen con elevaciones no muy pronunciadas, que suelen destacarse en contraste el paisaje plano. La fortaleza fue estratégicamente ubicada sobre una elevación rocosa a 58 m sobre el nivel del mar, junto al Camino de la Angostura, único paso entre los esteros y el mar.

## Historia
La actual Fortaleza de Santa Teresa fue construida por la Corona española, aunque su fundación y nombre se deben a Portugal. En el breve período de octubre de 1765 a 1775 se construyeron tres fortificaciones.
La firma del Tratado de El Pardo (1761) anulaba en la práctica el Tratado de Madrid (1750), por lo que el gobernador y capitán general de la capitanía de Río de Janeiro, Gomes Freire de Andrade, conde de Bobadela, se anticipó a las consecuencias del mismo para la región sur, que conocía bien. Ordenó al gobernador de la Colonia del Río Grande de São Pedro, coronel Elói Madureira, el envío inmediato de tropas de Laguna hacia la Línea de Castillos Grande. Las tropas fueron al mando del teniente coronel Tomás Luis de Osorio, comandante de las tropas de Caballería del Regimiento dos Dragones y del Fuerte Jesús, María, José de Río Pardo.
Reuniendo poco más de mil hombres, la estrategia portuguesa era la de construir rápidamente una línea defensiva fortificada, al sur del Fuerte de San Miguel en el Arroyo Chuí, para detener la invasión española en progreso, después de la conquista de la Colonia del Sacramento en octubre de 1762 por el gobernador de Buenos Aires, Pedro de Ceballos, al frente de cerca de tres mil hombres reunidos en Maldonado.
Osorio hizo construir una fortificación de campaña en diciembre de 1762, guarneciéndola con cerca de 400 soldados y artillándola con algunas piezas de pequeño calibre. El lugar elegido fue el desfiladero de Angostura cerca del monte de Castillos Grande, cerrando el camino terrestre junto al litoral, que iba desde la Colonia del Sacramento hacia la villa de Río Grande.

### Primera fortificación (año 1762)
Diseño: Ingeniero Gómez de Mello (Portugués).
Consistió en una trinchera cavada en la pendiente de un cerro del lugar, conocido como Castillo Chico, que fue completada con un cerco de troncos de palo a pique. La madera fue transportada desde la zona del Fuerte de San Miguel, distante unos 30 km, tarea titánica para la época, ya que debían vadearse innumerables pantanos y arroyos.
El 6 de octubre de 1762 “se colocó la piedra fundamental al pie de los cimientos, cantándose misa con todo el fausto militar”, informa Osorio al superior, dándole el nombre de Santa Teresa a la futura fortificación por ser santa de la particular devoción de Bobadela.
Terminada la guerra, el coronel Osorio volvió a su país. Sometido a un Consejo de Guerra, acusado de no haber defendido adecuadamente el lugar, fue hallado culpable y ahorcado en Lisboa por orden del conde de Oeiras, más tarde marqués de Pombal. Poco después la esposa de Osorio aportó pruebas que obligaron a Pombal a fijar un edicto en las esquinas de Lisboa, manifestando que la ejecución de Osorio no transmitía infamia a sus descendientes.

### Segunda fortificación (año 1763)
Diseño: Ingeniero Francisco Rodríguez Cardozo (español).
En guerra España y Portugal, el general español Pedro de Cevallos la tomó por capitulación el 19 de abril de 1763, capturando a Osorio, quien con poco más de 100 hombres de la guarnición fueron trasladados a Maldonado. Cevallos ordenó la construcción de otra fortificación, orientada contra el Brasil portugués, siendo su autor el ingeniero Francisco Rodríguez Cardozo. Se emplearon materiales utilizados en la anterior, a los que se agregaron algunas piedras de granito, del trabajo realizado por cuatro picapedreros portugueses. Luego Ceballos prosiguió su marcha hacia São Pedro do Rio Grande, en el mismo mes de tomó el Fuerte de San Miguel, vecino al arroyo Chuí.
El Tratado de San Ildefonso (1777) ratificó la posesión española de la Fortaleza de Santa Teresa y del Fuerte de San Miguel.

### Tercera fortificación (1765-1775)
Diseño: Ingeniero Bartolomé Howel (francés).
Es la actual Fortaleza de Santa Teresa, diseñada por el ingeniero francés Bartolomé Howel (Havelle).
Existieron luego otros proyectos de mejoras, que no se llevaron a cabo, y que de haberse realizado hubieran dado a la construcción un rango arquitectónico mayor del actual. Ante la inminencia de una invasión británica, en 1775 el ingeniero Bernardo Lecocq efectuó obras de refuerzo de la estructura del fuerte. Otras reparaciones fueron efectuadas en 1797.

## Acontecimientos militares posteriores
En 1776, un año después de culminada la construcción de la Fortaleza de Santa Teresa, Portugal vuelve a amenazar las fronteras de España en estas partes de América. El gobernador Juan José de Vértiz y Salcedo, se trasladó desde Buenos Aires hasta la fortaleza para organizar la defensa, a la espera del general Pedro de Cevallos y su ejército, con el fin de llevar a cabo el contraataque. A su llegada, reciben noticias de la firma del tratado de paz de San Ildefonso, suspendiéndose todas las acciones. Cevallos recibió el grado de Capitán General y fue designado Primer Virrey del Río de la Plata.
A partir de ese momento la fortaleza estuvo en poder de uno u otro bando hasta que, a partir del año 1828 y con el surgimiento de la República Oriental del Uruguay, pasó a ser propiedad de este estado de manera definitiva. Por el Tratado del 15 de mayo de 1852, que estableció la demarcación fronteriza en la desembocadura del Arroyo Chuí, los dos fuertes (San Miguel y Santa Teresa) permanecieron en territorio uruguayo.
En agosto de 1977  el "Plan Político de las Fuerzas Armadas" fue elaborado en un cónclave celebrado en Santa Teresa y posteriormente fue rechazado en el Plebiscito constitucional de Uruguay de 1980

## Abandono y restauración

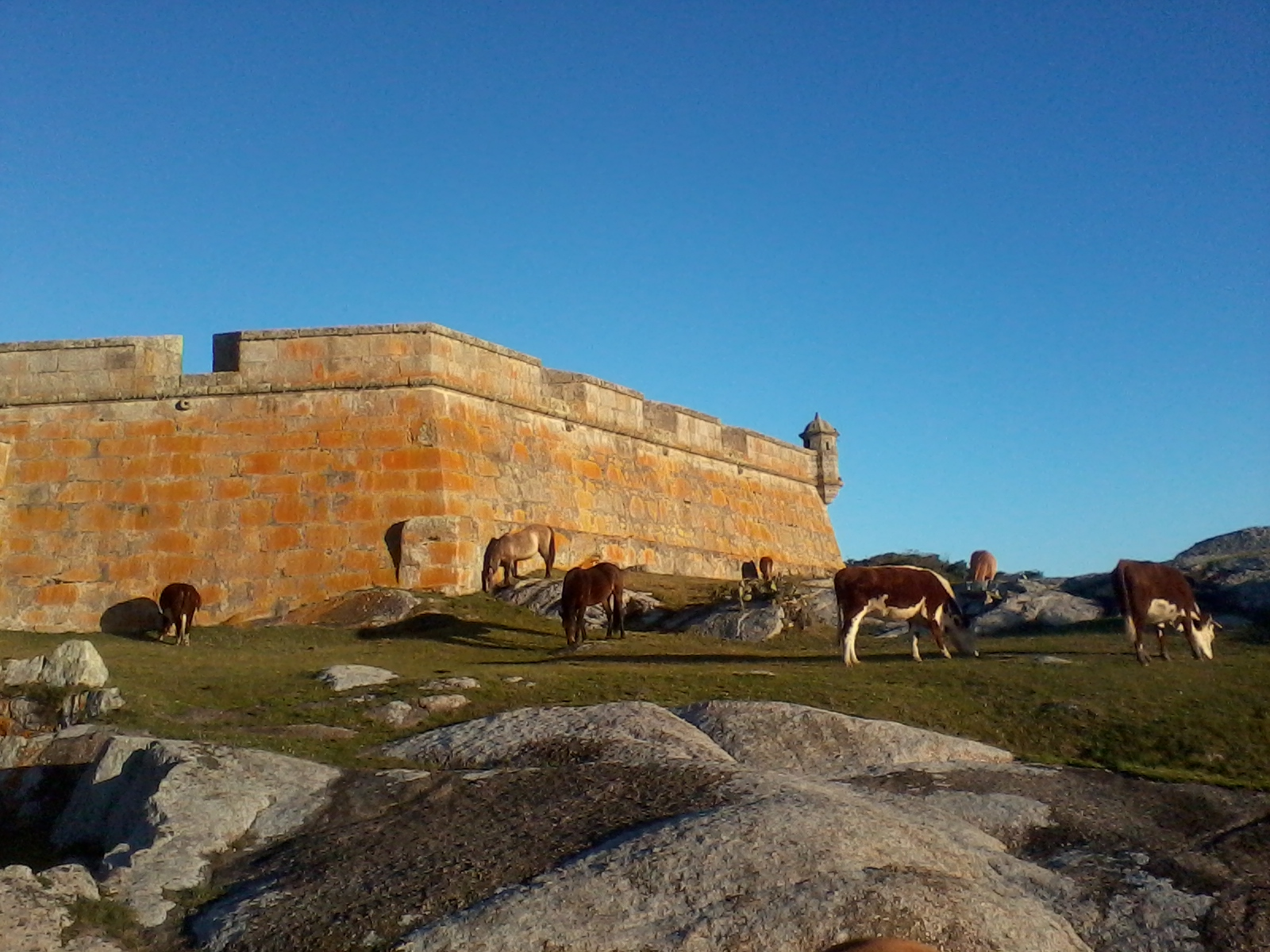
Fortaleza de Santa Teresa

Uruguay empezó a constituirse, y el naciente estado, durante casi más de un siglo, no contó con recursos para conservar monumentos históricos. De esta manera, se inició la decadencia de la Fortaleza de Santa Teresa. De todas formas, cumplió su rol de atalaya en la frontera durante las presidencias de Fructuoso Rivera y Manuel Oribe, entre los años 1830 y 1843.
Durante la llamada Guerra Grande, a mediados del siglo XIX, allí se refugiaron las fuerzas de Manuel Oribe, pero después la estructura permaneció abandonada. En 1895 fue reocupada como presidio.
Sin embargo, el abandono total le sobrevino, agravado por el saqueo de las piedras y por la constante amenaza de las dunas que empezaron a cubrirla a fines del siglo XIX. Sirvió entonces, para abrigo del ganado y murciélagos; estos últimos inspiraron al expresidente Dr. Baltasar Brum a escribir una composición literaria.
En el año 1921, siendo el Dr. Baltasar Brum Presidente de la República, el historiador y arqueólogo Horacio Arredondo propuso y concibió su restauración al gobierno. La aprobación llegaría para el año 1928, la que sería ampliada a efectos de conservar el Fuerte de San Miguel y la Fortaleza del Cerro en Montevideo.
Desde entonces y completada su reconstrucción desde la década de 1940, la fortaleza se ha convertido en un museo y lugar turístico muy visitado, siendo uno de los pocos bastiones de la época colonial en América que aún pervive.

## Folclore y leyendas
La siguiente leyenda fue escrita por Baltasar Brum en 1930 donde relata la formación de los cerros haciendo hincapié en el origen del Cerro Verde (la versión original y completa se encuentra en La Fortaleza de Santa Teresa).
“ El Corazón de piedra de la sirena”
Según cuenta la leyenda: “los espíritus elementales que poblaban los mares y las tierras, cuando triunfó allá el cristianismo emigraron a nuestro continente en busca de tranquilidad, pero fueron descubiertos y perdieron la libertad. Amantes de la belleza y de la paz rehusaron combatir con los dioses humanos, entonces en una gran asamblea decidieron la mutación general en formas recordatorias de sus pasiones. Los terrestres se refugiaron en las flores, árboles, piñas, insectos, los marinos en los cabos, puntas, arrecifes, algas, delfines, lobos.
Cinco sirenas Caaibaté, Maci, Manipeya, Cuñataí, Alúa que vivían en los mares se transformaron en el Cerro Verde, y las puntas de la Fortaleza, Moza, Chato, del Barco o del Naufragio y Árido. Caaibaté, era una sirena amada por el sur y el norte, correspondiendo al primero y desdeñando al segundo. Metamorfoseada en el Cerro Verde sufre el eterno rigor del norte, amante despechado, que con el auxilio del levante y el poniente, proveedores de arena le aísla de la tierra, intentando cubrirla con sus dunas. Lo evita el sur, al hacer circular con la caricia de su soplo la savia emanada del corazón de la sirena para dar vida a la vegetación de primoroso verdor que lo recubre en una defensa triunfal del amor sobre el odio”.